# Jorge Paulo Lemann
Jorge Paulo Lemann (Rio de Janeiro, 26 de agosto de 1939) é um economista e empresário suíço-brasileiro. Em 2019 foi considerado pela Forbes o segundo homem mais rico do Brasil, com uma fortuna estimada em US$ 22,8 bilhões.

## Biografia

### Origem
A família Lemann tem suas origens na cidade de Langnau im Emmental, na Suíça, onde atuava no comércio de lacticínios. No início do século XX o país passava por uma forte crise econômica, o que levou três irmãos da família a optar pela emigração em busca de novos mercados. Um deles foi para os Estados Unidos, outro para a Argentina e Paul Lemann, pai de Jorge Paulo, para o Brasil. Seu pai fundou a fábrica de laticínios Leco, abreviatura de Lemann & Company, hoje parte da empresa Vigor. Sua mãe, Anna Yvette Truebner, nascida em Salvador/BA, era filha de Louis Truebner, natural da Suíça, vice-cônsul do seu país e um dos maiores exportadores de cacau do sul da Bahia.

### Juventude
Jorge Paulo Lemann cresceu no bairro do Leblon, no Rio de Janeiro. Aos sete anos aprendeu a jogar tênis no Country Club, conhecido por ser o clube mais exclusivo do Rio. Teve sua educação básica na Escola Americana do Rio de Janeiro, uma das pioneiras no ramo de escolas estrangeiras no Brasil e também uma das mais caras e exclusivas do país. Ficou órfão de pai aos 14 anos, quando Paul Lemann foi atropelado por um ônibus. Posteriormente se mudou para os Estados Unidos onde formou-se em economia na Universidade Harvard em 1960. Uma vez formado, Lemann mudou-se para Genebra e passou a trabalhar no banco Credit Suisse, porém não se adaptou às tarefas e pediu demissão após sete meses para se dedicar ao tênis.

### Tênis
Enquanto jogador de tênis, Lemann obteve destaque no esporte nos anos 1960 e 1970. Foi convidado a jogar o campeonato suíço de tênis e ganhou o torneio. Por consequência, foi convidado para representar a Suíça na Copa Davis de 1962. Em 1973, o Brasil preparava-se para disputar a semifinal da gira sul-americana da Davis contra a Argentina. O titular Thomaz Koch machucou-se e Lemann assumiu, disputando contra Guillermo Vilas e perdendo por 3 sets a 1.

### Negócios
De volta ao Brasil, Lemann escolheu trabalhar na corretora de valores Invesco, onde se tornou sócio minoritário. No entanto, a empresa faliu em pouco tempo e Lemann seguiu carreira na corretora Libra até iniciar sua saga no empreendedorismo ao adquirir a corretora Garantia. Foi neste empreendimento que se iniciou a parceria de Lemann com os empresários Marcel Herrmann Telles e Carlos Alberto Sicupira. Em 1976, durante o governo Ernesto Geisel, o Banco Central do Brasil deu autorização ao empresário para converter a corretora em uma instituição financeira, fundando o Banco Garantia. A empresa se consolidou como um dos principais bancos de investimento do país, sendo descrita pela revista Forbes como a versão brasileira do banco Goldman Sachs. Foi durante as duas décadas à frente do Banco Garantia que Lemann e seus sócios tiveram seus patrimônios multiplicados de forma exponencial. A instituição, no entanto, foi acusada de ter colaborado com o esquema em pirâmide financeira montado por Bernard Madoff, além de ter sido multada pelo Banco Central pela prática de fraude cambial, operações irregulares e remessa ilegal de dinheiro para o exterior.
Em 1982, compraram as Lojas Americanas. Sete anos depois, criaram a São Carlos Empreendimentos, empresa de investimentos e administração de imóveis comerciais, a partir da cisão dos ativos imobiliários das Lojas Americanas. Ainda em 1989, foi a vez da Brahma, negócio que, anos mais tarde, deu origem à AMBEV, após a fusão com a Antarctica, em 1999. Com a venda do Banco Garantia, em 1998, Jorge Paulo Lemann e os sócios passaram a investir em participações em companhias por meio da GP Investimentos, primeira empresa de private equity do Brasil, com participações expressivas na Telemar, Gafisa, América Latina Logística, entre outras grandes empresas. Vendeu parte da GP Investimentos a antigos funcionários, entre eles Antônio Bonchristiano, em 2003.
Em 2023, uma de suas empresas, a Lojas Americanas, pediu recuperação judicial após seu presidente renunciar ao cargo com a afirmação de haver inconsistências contábeis durante os últimos 10 anos. Uma tremenda suspeita de fraude recai, mais uma vez, sobre Lemann e seus sócios principais, Telles e Sicupira. 
O próximo passo, ao lado dos sócios Telles e Sicupira, foi a fundação da 3G Capital, em 2004, com sede em Nova Iorque e no Rio de Janeiro. No mesmo ano, a AMBEV e a belga Interbrew anunciaram fusão, formando a InBev. Quatro anos mais tarde, a companhia adquiriu a Anheuser-Busch, dona da marca Budweiser, criando a maior cervejaria do mundo, a AB Inbev. Em 2015, o grupo concretizou a aquisição da SABMiller, companhia originada na África do Sul, fortalecendo a liderança da AB Inbev no setor.
Em 2010, a 3G adquiriu a rede de fast food Burger King. Quatro anos depois, anunciou o nascimento da Restaurant Brands International, responsável pela operação das marcas Burger King e Tim Hortons. Em fevereiro de 2017, a RBI anunciou a aquisição da Popeyes, rede de fast food norte-americana.
Em parceria com a Berkshire Hathaway, pertencente ao investidor Warren Buffett, o 3G adquiriu, em fevereiro de 2013, a fabricante norte-americana de ketchup Heinz por US$ 23,2 bilhões. Em 2015, aconteceu a fusão com a Heinz, criando a KraftHeinz.
Além da 3G, Lemann também investe nos fundos Gera Venture Capital e Innova Capital. O Innova potencializa startups e já investiu na brasileira Movile, líder em desenvolvimento de plataformas de comércio e conteúdo móvel na América Latina, e na sorveteria Diletto.
A Gera Venture é focada em educação e, além de investir em startups, deu origem à holding Eleva Educação, focada na construção de uma rede de escolas de alta qualidade acadêmica. Em janeiro de 2017, foi aberta a Escola Eleva em Botafogo, no Rio de Janeiro.

## Patrocinador

### Fundação Estudar
Ao lado de Marcel Telles e Beto Sicupira, Lemann é cofundador e membro do conselho da Fundação Estudar, uma organização sem fins lucrativos que custeia bolsas de estudo para graduação, pós-graduação e formação de lideranças. Em 2015, diversos jornalistas investigaram o Movimento Vem pra Rua, e em março do mesmo ano revelaram que a Fundação Estudar financiou e deu apoio operacional ao movimento. Uma das ex-bolsistas do programa é a deputada federal Tabata Amaral.

### Fundação Lemann
Lemann é fundador da Fundação Lemann, uma organização sem fins lucrativos criada em 2002 que oferece programas de bolsas em universidades de elite dos Estados Unidos e do Reino Unido. Segundo o diretor-executivo da fundação, o objetivo é formar lideranças para trabalhar com impacto social no Brasil.

### Instituto Tênis
O empresário é um dos idealizadores do Instituto Tênis, também fundado em 2002 e apoiado pela Fundação Lemann. O projeto acredita na disseminação do esporte e segue modelo pautado no mundo dos negócios, com metodologia baseada nos conceitos e princípios da meritocracia. O principal objetivo é desenvolver o tênis no Brasil e colocar atletas brasileiros no topo do ranking mundial.

## Fortuna
Lemann foi classificado como a 19ª pessoa mais rica do mundo pela revista Forbes, com um patrimônio estimado de 38,7 bilhões de dólares em 2016. Era o homem mais rico do Brasil, ficando atrás apenas de Joseph Safra (dono do Banco Safra), e já foi o segundo mais rico da Suíça. Até 2017, Lemann foi o homem mais rico do Brasil e a 22ª pessoa mais rica do mundo, de acordo com o ranking da Forbes. Entretanto, em 2018, Lemann passa para 37ª posição dos mais ricos do mundo, segundo a Forbes. Em março de 2023, após valorização de ações da Ambev, voltou a ser a pessoa mais rica do Brasil.
Lemann e Steve Jobs, fundador da Apple, estão entre as figuras que mais inspiram e influenciam a carreira dos jovens da geração Z, que seriam as pessoas nascidas a partir da década de 1990. É o que mostra a pesquisa “Carreiras em transformação”, da Page Talent, empresa de recrutamento especializada em estágios e trainees, e da Inova Business School.

## Vida pessoal
Lemann foi casado com Maria de San Tiago Dantas Barbosa Quental, falecida em 2007, com que teve os três primeiros filhos, Anna Vitoria (n.1966), Paulo Alberto (n.1968) e Jorge Felipe (n.1971).
O empresário divide o seu tempo entre São Paulo, St. Louis e Rapperswil-Jona, nesta onde reside com a esposa Susanna. A casa do empresário na Suíça, localizada às margens do Lago de Zurique, ocupa uma vasta área arborizada e isolada da rua por um muro, destoando da paisagem local, onde as residências não possuem qualquer tipo de proteção. Lemann mudou-se com a família para a Suíça depois que o carro que levava seus três filhos mais novos (Marc, Lara e Kim) sofreu um ataque a tiros em São Paulo, em 1999. A tentativa de sequestro das crianças foi frustrada porque o Passat que os levava era blindado, e também pela habilidade do motorista da família, que havia sido treinado em direção defensiva. Marc e Lara, filhos mais velhos, estudam na Universidade Columbia, nos Estados Unidos.

## Acusações de corrupção e escândalos
O Banco Garantia, que tinha Paulo Lemann como sócio, foi acusado de ter colaborado com Bernard Madoff, que foi preso nos Estados Unidos por realizar a prática de pirâmide financeira.
Em janeiro de 2023, a varejista Americanas, que tem Paulo Lemann como um dos principais acionistas, informou um rombo bilionário de cerca de 20 bilhões de reais, fruto de uma fraude praticada por anos contra os investidores, que acreditavam nos relatórios da empresa indicando grandes lucros. Paulo negou conhecimento sobre as fraudes, mas, Miguel Gutierrez, ex-CEO da empresa, disse que os bilionários Jorge Paulo Lemann, Marcel Telles e Beto Sicupira – "tinham pleno conhecimento do que acontecia na contabilidade da empresa".